# Orange (manhua)
Orange (橘子S) è un manhua di Benjamin. Incentrata sulla vita di una liceale cinese, l'opera, drammatica, affronta il tema del suicidio e del disagio psicologico e sociale. Il volume, una delle prime opere di Benjamin, è stato pubblicato negli Stati Uniti da Tokyopop nel 2009 .

## Trama
Orange, una giovane liceale cinese decide di suicidarsi, lanciandosi dal tetto del condominio dopo aver scritto una lettera di addio. Lì incontra Dashu, un giovane condomino impegnato ad ubriacarsi con la vodka. L'uomo non fa nulla per fermarla, ma Orange finisce comunque per non buttarsi.
Da allora Orange continua a dare molto peso alle volte che si imbatte per caso in Dashu, spesso ubriaco ed incapace persino di aprire la porta di casa. La ragazza si innamora a poco a poco dell'uomo, attratta da un inspiegabile fascino magnetico che contrasta con lo stile di vita e l'apparenza trasandata di quest'ultimo. Quando però il tran tran dell'infelice vita quotidiana porta di nuovo la liceale alla disperazione, la ragazza decide di nuovo di tentare il suicidio.
Incapace, decide allora di confrontarsi con Dashu e gli si dichiara. L'uomo non le risponde, ma di fronte alle sue provocazioni la bacia prepotentemente. Orange inizia da allora a vedersi con lui sul tetto.
Un giorno, quando lei gli chiede cosa ne pensa della lettera di suicidio che gli ha consegnato il giorno del loro primo incontro, Dashu la consola, le dice che è ancora giovane e che la vita non è così grigia come immagina, proprio perché ancora ragazza, può ancora cambiarla e che se proprio ha bisogno che la morte scuota la sua vita, allora lui si butterà per lei. Detto ciò l'uomo si lancia dal parapetto.
Orange ammutolisce e, addolorata, rimane confusa a domandarsi se lui l'abbia mai amata.